# Alexander Burchard Floris Elias
Jhr. Alexander Burchard Floris Elias (Den Haag, 5 februari 1943) is een Nederlands voormalig politicus van D66 die later partijloos werd.
Hij is afgestudeerd in de rechten en was werkzaam bij het ministerie van Binnenlandse Zaken als hoofd bureau algemene zaken van de directie financiën van het binnenlands bestuur voor hij in november 1982 benoemd werd tot burgemeester van Doorn. De Doornse gemeenteraad had in een profielschets de voorkeur uitgesproken voor een burgemeester van VVD-huize. Toenmalig demissionair minister van Binnenlandse Zaken Max Rood (D66) negeerde dat met de benoeming van Elias en leek zolang het nog kon snel nog wat partijgenoten te willen benoemen als burgemeester. Zijn benoeming leidde tot veel verzet binnen de Doornse gemeenteraad. Vervolgens gaf Elias zijn D66-lidmaatschap op, wat door de gemeenteraad als politieke onstandvastigheid werd ervaren. Daarop vroeg en kreeg hij ontslag.
Elias werd vervolgens rijksconsulent sociale zekerheid bij het ministerie van Sociale Zaken en ging daarna met pensioen.